# Taran hydrauliczny

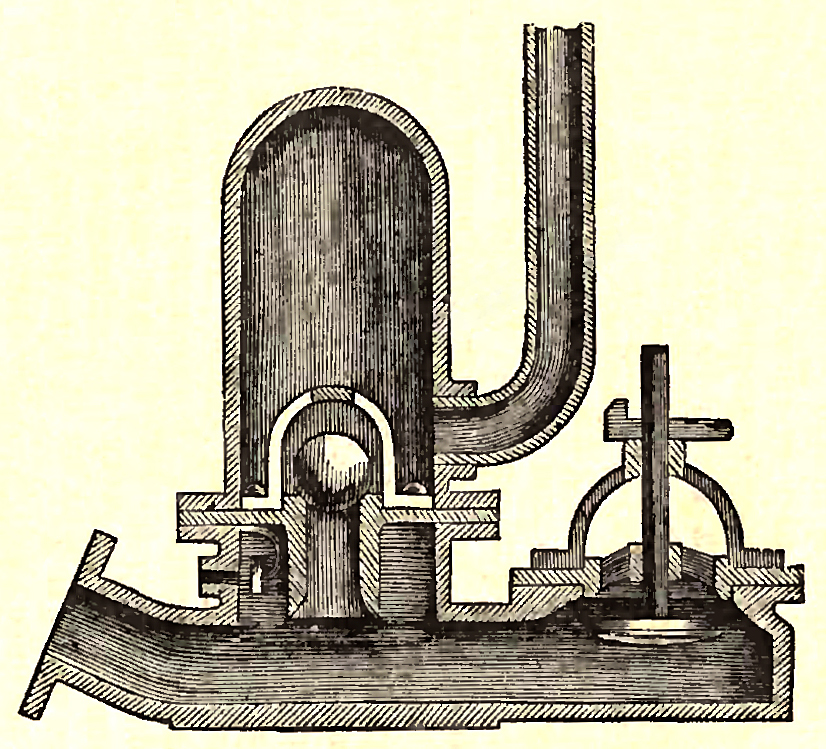
Schematyczny przekrój tarana hydraulicznego

Taran hydrauliczny – urządzenie do przepompowywania wody, zasilane przepływającą przez niego wodą.
Taran hydrauliczny czerpie energię bezpośrednio z płynącej wody, niewielka część wody uzyskuje więcej energii niż pozostała, dzięki temu jest pompowana do – na przykład – znajdującego się powyżej taranu zbiornika. Działa dzięki wykorzystaniu zjawiska uderzenia hydraulicznego. Taran składa się z odcinka rury, przez którą płynie woda, i dwóch odpowiednio skonstruowanych zaworów. Pierwszy z nich cyklicznie blokuje przepływ wody przez rurę, gwałtowne zatrzymanie przepływu wywołuje wzrost ciśnienia, które otwiera zawór zwrotny, przepuszczając niewielką część wody do strefy użytkowej. Zawór zwrotny zapobiega cofaniu się cieczy w przerwach pomiędzy kolejnymi skokami ciśnienia.
Zawór blokujący przepływ jest zamykany w wyniku przepływu wody, zatrzymanie przepływu otwiera go. W niektórych konstrukcjach taranów hydraulicznych zawór ten wymaga zainicjowania pracy, polegającego na wytrąceniu zaworu do pozycji otwartej. Praca takiego tarana, po jednorazowym zainicjowaniu, teoretycznie może trwać nieskończenie.
Taran jest urządzeniem o dość niskiej sprawności energetycznej, gdyż tylko niewielka część energii przepływającej przez rurę wody zamieniana jest na pracę podniesienia wody do zbiornika.
Do dziś działający taran hydrauliczny znajduje się na Warmii, we wsi Kajny.